# Sundaradevi
Sundaradevi (en népalais : सुन्दरादेवी) est un comité de développement villageois du Népal situé dans le district de Nuwakot. Au recensement de 2011, il comptait 2 411 habitants.